# Ernst Fuhrmann
Ernst Fuhrmann (Wenen, 21 oktober 1918 - Teufenbach, 6 februari 1995) was tot 1956 hoofd van de afdeling motortesten, en van 1972 tot 1980 voorzitter van de raad van bestuur van Porsche. Hij was in het bezit van het Duitse staatsburgerschap.

## Biografie
Na de lagere school en het gymnasium studeerde Fuhrmann van 1936 tot 1941 aan de Technische Universiteit in Wenen. Na zijn tewerkstelling in het Duitse leger en diverse activiteiten in Oostenrijk ging hij in 1947 bij Porsche werken. In 1950 promoveerde hij op een speciaal soort ventiel op snellopende verbrandingsmotoren. In hetzelfde jaar trouwde hij met zijn vrouw Elfriede.
Fuhrmann leverde onder meer een aanzienlijke bijdrage aan de ontwikkeling van de 547-motor, die Fuhrmann-motor genoemd wordt, een viercilinder boxermotor met twee bovenliggende nokkenassen per cilinderbank, om de ruimer geplaatste kleppen te bedienen.
In 1956 verliet hij de firma Porsche om de technische ontwikkeling op zich te nemen bij Goetze, een specialist in autoaccessoires. 
Maar in 1971 keerde hij naar Porsche terug, dat nu een groot bedrijf was geworden. Eerst was hij technisch manager en van 1972 tot 31 december 1980 bestuursvoorzitter. Hij werd opgevolgd door de Duitstalige Amerikaan Peter W. Schutz. In 1977 werd Fuhrmann erehoogleraar aan de Technische Universiteit van Wenen.

## Galerie

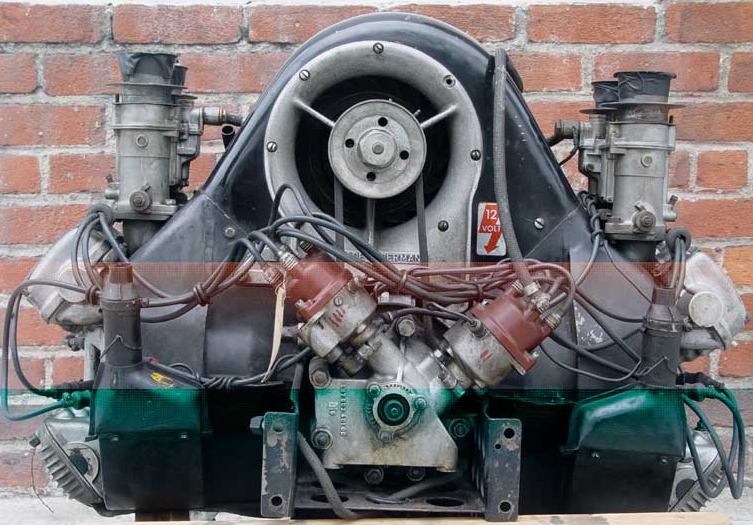
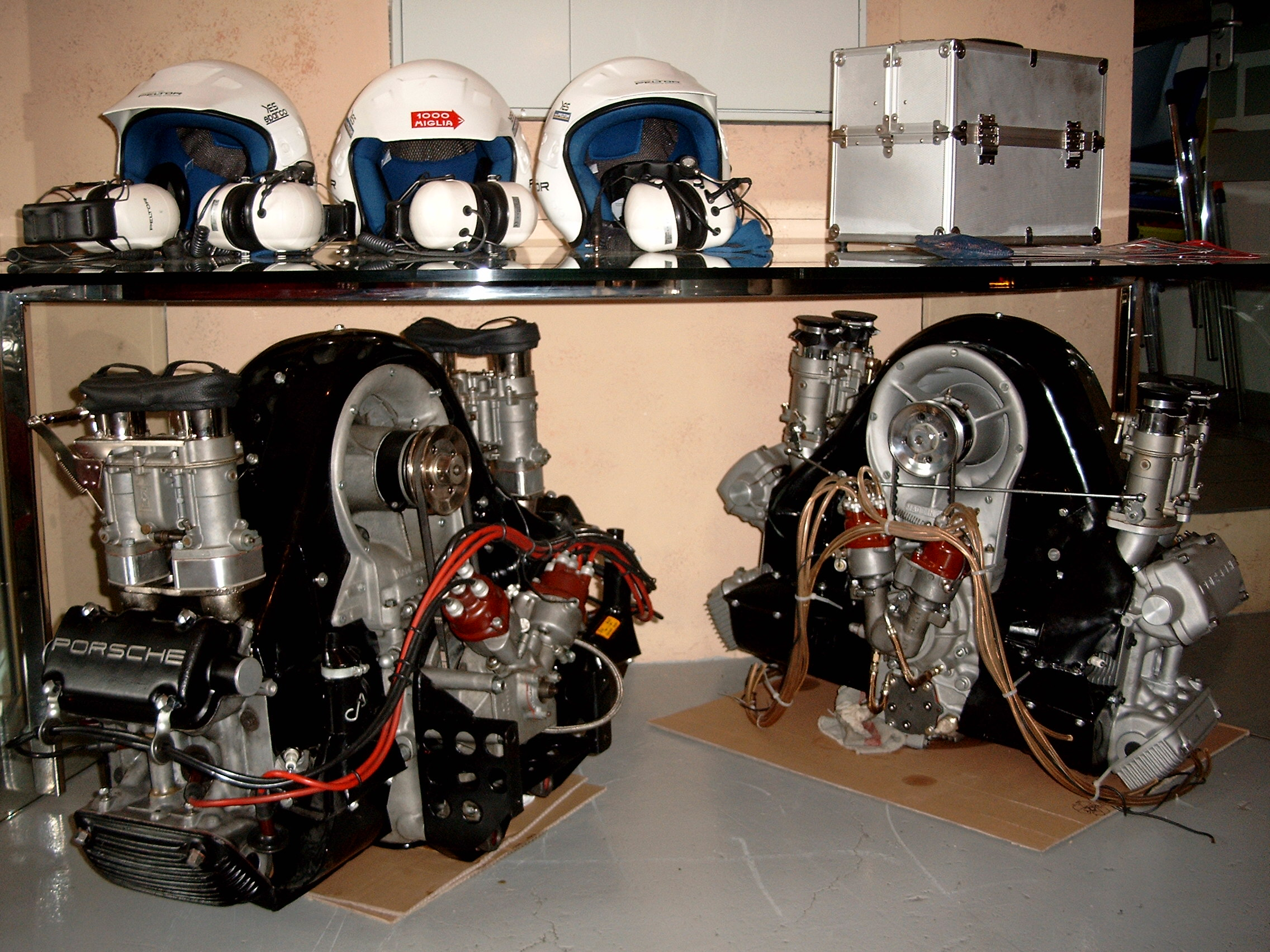